# 秋乃ろーざ
秋乃 ろーざ（あきの ろーざ、英: Roza Akino）は、アメリカ合衆国出身のタレント、女優、モデル、ナレーター、通訳、ラジオ語学番組パートナー。

## 経歴
カリフォルニア州育ち。カリフォルニア大学ロサンゼルス校を日本語専攻で卒業。日本の伝統文化に魅せられ「日本語でお芝居を」することを希望したことをきっかけに大学卒業後来日。京都の裏千家で1年間お茶の修行をし、10年以上茶道を学ぶ。2021年3月、日本に帰化する。

## 人物
- バイリンガルである。
- さまざまなテレビ番組やドラマに出演している。
- 着物着付け、日本髪の結い方、書道などを学び習得するなど日本の伝統文化のエキスパートでもある。
- "しぐさ美人専門家"として日本女性の伝統美を世界に広めていきたいと精力的に活動している。

## 趣味・特技
- 日本髪
- 時代劇のワンシーンのような写真を撮ること
- 茶道
- 着物着付け
- かな習字
- 写真編集
- 通訳
- 演歌
- 歌謡曲
- 流鏑馬[2]

## 出演

### ラジオ
- 基礎英語1（NHKラジオ第2放送、2017年度）
- ラジオ英会話（NHKラジオ第2放送、2018年度～[3]）

### TV

#### ドラマ
- そこをなんとか（NHK BSプレミアム、2012年）
- そこをなんとか2（NHK BSプレミアム、2014年）
- 朝が来る（フジテレビ、2016年）-  立花ナオミ 役

#### バラエティ
- 所さんのニッポンの出番!（TBS）

#### 語学
- 大西泰斗の英会話☆定番レシピ（NHK Eテレ、2021年～）

### 映画
- Night Cry（2015年）
- 9次元からきた男（日本科学未来館、2016年[4]）

### 舞台
- 爾汝の社

### CM
- 住宅情報館
- Lumix GH4（Panasonic Web CM）
- ダサ男が美女に告白（アデランスWeb CM、2014年[5]）

### PV
- 栃木の国の招待状（栃木県PV)